# سمنجو بقلي
سمنجو بقلي (بالأمهرية:ስመኘው በቀለ አይናለም; مواليد 13 سبتمبر 1964 - وقٌتل يوم 26 يوليو 2018) كان مهندسًا إثيوبيًا شغل منصب كبير مدير مشروع سد النهضة الأثيوبي الكبير.

## وفاته مقتله
يوم 26 يوليو 2018 قالت الشرطة الإثيوبية إن مدير مشروع سد النهضة المهندس سمنجو بقلي قتل بطلق ناري أطلق عليه من الجهة اليسري من الخلف، وإنه وجد مقتولا في سيارته بأحد ميادين العاصمة أديس أبابا عند الساعة الثامنة والنصف صباح الخميس.

## وصلات خارجية
- مقتل مدير سد النهضة بإثيوبيا في ظروف غامضة|(فيديو-قناة الجزيرة):
- الشرطة الإثيوبية تكشف تفاصيل مقتل مدير سد النهضة